# Station Montbartier
Station Montbartier is een spoorwegstation in de Franse gemeente Montbartier.